# ТЕС Блек-Пойнт
22°24′45″ пн. ш. 113°54′37″ сх. д. / 22.41250° пн. ш. 113.91028° сх. д.
ТЕС Блек-Пойнт – теплова електростанція у особливому адміністративному районі Гонконг.
В 1996 – 2004 роках на майданчику станції ввели в експлуатацію вісім парогазових блоків (С1 – С8) потужністю по 312,5 МВт, у кожному з яких одна газова турбіна живить через котел-утилізатор одну парову турбіну. Станом на початок 2020-х років сім із цих блоків були модернізовані до рівня у 337,5 МВт.
В 2020-му ТЕС підсилили за рахунок ще одного парогазового блоку D1 потужністю 550 МВт, який так само має одну газову турбіну, один котел-утилізатор та одну парову турбіну. 
Плани подальшого підсилення станції передбачають спорудження десятого парогазового блоку D2 потужністю 600 МВт, в якому одна газова турбіна живитиме через котел-утилізатор одну парову турбіну. Запуск цього об’єкту заплановано на 2024 рік.
Для видалення продуктів згоряння блоку D1 знадобився димар заввишки 80 метрів. У блоці D2 ця споруда матиме висоту 85 метрів.
Станцію спорудили з розрахунку на використання природного газу, який надходить по трубопроводу Яченг – Гонконг. Враховуючи виснаження родовища Яченг, наприкінці 2012-го на майданчик станції вивели відгалуження від трубопровідної системи Захід – Схід II (створена для транспортування блакитного палива центральноазійського походження).
Для охолодження використовують морську воду. Під час спорудження блоку №9 обрали варіант із підземним розташуванням системи охолодження, яка включає чотири шахти глибиною від 24 до 34 метрів та три тунелі діаметром 3,3 метра із загальною довжиною 500 метрів (це дозволило уникнути серйозного перепланування майданчику, на якому вже була розміщена велика кількість споруд).
Видача продукції відбувається по ЛЕП, розрахованій на роботу під напругою 400 кВ.
Станція належить Castle Peak Power Company Limited (CAPCO), власниками якої є CLP Power Hong Kong (70%) та China Southern Power Grid International (30%).